# 엑소시스트: 비기닝
《엑소시스트 4 - 비기닝》(Exorcist: The Beginning)은 미국에서 제작된 레니 할린 감독의 2004년 드라마, 스릴러, 공포 영화이다. 스텔란 스카르스고르드 등이 주연으로 출연하였고 제임스 G. 로빈슨 등이 제작에 참여하였다.

## 줄거리
동로마 제국 시대, 부상당한 한 사제가 피투성이의 황량한 전장을 헤매고 다닌다. 그는 죽음의 고통 속에서 파주주 머리 장신구를 들고 있는 꽂힌 사제를 발견한다. 사제는 주위를 둘러보고 수백 명의 비잔틴 병사들이 사막에 거꾸로 십자가에 못 박혀 있는 것을 본다.
1949년 이집트 카이로에서 젊은 랭케스터 메린 신부는 깨져버린 신앙으로 고통받는다. 그는 제2차 세계 대전 중 점령된 네덜란드의 작은 마을에서 교구 사제로 복무했던 사건에 시달린다. 전쟁이 거의 끝나갈 무렵, 잔인한 나치 SS 사령관은 독일군 살해에 대한 보복으로 메린을 강제로 자의적 처형에 참여시켜 마을 전체를 학살에서 구하게 했다.
메린에게 골동품 수집가인 세멜리에가 접근하여 영국령 케냐의 투르카나 지역에 있는 데라티라는 계곡에서 진행되는 영국 발굴 현장으로 초대한다. 발굴 현장은 기독교가 아프리카 그 지역에 도달하기 훨씬 전인 서기 500년경에 지어진 동로마 제국 시대의 교회당을 발굴하고 있다. 세멜리에는 메린에게 영국인들이 발견하기 전에 교회에 있을 것으로 추정되는 고대 악마 유물을 회수해달라고 요청한다. 메린은 동의하고 발굴 현장으로 향한다. 프랜시스 신부도 그와 합류한다.
통역사이자 안내인인 추마와 함께 현장에 도착한 메린은 얼굴에 눈에 띄는 종기가 있는 영국인 제프리스와 의사인 사라 노바크라는 수석 발굴자를 만난다. 또한 메린은 지역 부족민들이 교회가 저주받았다고 두려워하기 때문에 발굴자들이 사라지거나 떼를 지어 떠나고 있다는 것을 알게 된다. 메린은 한 발굴자가 설명할 수 없이 발작을 일으키는 것을 목격한다.
메린, 추마, 프랜시스는 발굴 현장을 방문하여 돔만 드러나 있고 나머지 교회는 땅속에 묻혀 있는 것을 발견한다. 메린은 교회가 건설 직후 묻힌 것처럼 완벽한 상태임을 발견한다. 세 사람은 돔을 통해 교회로 들어가 거의 원시적인 상태임을 확인하지만, 두 가지 불안한 기이한 점을 발견한다. 무기를 든 천사상들이 승리적으로 하늘을 향하는 대신 창을 아래로 향하고 있으며, 누군가가 교회를 훼손하고 모독하여 십자가를 거꾸로 놓았다. 메린과 프랜시스는 조각가들이 교회 아래에 무언가를 억제하고 있는 천사들을 묘사하려고 했다고 추론한다.
고고학 발굴에 대해 더 많은 것을 배우기로 결심한 메린은 수석 고고학자인 뵈시외 선생과 상의할 것을 요청한다. 사라는 메린에게 뵈시외가 3주 전에 미쳐서 나이로비 정신병원으로 이송되었다고 말한다. 메린은 발굴 현장에서 뵈시외의 텐트를 방문하여 수집가가 메린에게 찾아달라고 요청했던 동일한 악마 유물의 그림 수십 장을 본다. 메린은 뵈시외를 방문하지만, 그의 방에 들어서자 뵈시외가 가슴에 만자문을 새기고 전쟁 중 메린을 괴롭혔던 잔인한 SS 사령관의 목소리로 말하는 것을 발견한다. 뵈시외는 "자유다"라고 말한 후 자신의 목을 긋는다. 정신병원의 원장인 지오네티 신부는 뵈시외가 악마에게 빙의된 것이 아니라 "영향을 받았다"고 추측하며, 이것이 그를 미치게 하고 결국 자살로 몰고 갔다고 말한다. 메린은 매우 회의적이지만, 발굴 현장으로 돌아가기 전에 지오네티 신부는 그에게 로마 의식집을 주어 엑소시즘에 사용하도록 하지만, 메린은 결코 사용하지 않을 것이라고 주장한다.
마을로 돌아오자 이상한 사건들이 계속된다. 지역 소년이 발굴 현장을 계속 맴도는 것처럼 보이는 하이에나들에게 공격당해 죽임을 당한다. 그의 어린 동생 조셉은 형이 갈기갈기 찢겨 죽는 것을 보고 해리성 혼수 상태에 빠진다. 지역 추장의 아내는 구더기로 뒤덮인 사산아를 낳고, 제프리스는 술집에서 공격당한다. 거의 동시에 메린은 교회 아래에 있는 동굴로 이어지는 통로를 발견하는데, 이곳에는 고대 이교도 사원이 있으며 악마 파주주 상이 있다. 그는 또한 이 사원이 인신공양을 행하는 데 사용되었다는 증거를 발견한다. 돌아온 그는 지역 부족이 사산아를 화장하는 것을 본다. 이것은 50년 전 계곡의 한 마을 전체를 휩쓴 전염병 이야기가 있기 때문에 메린에게 의심을 품게 한다. 그는 죽은 자들이 계곡 바로 밖에 있는 묘지에 묻혔지 화장되지 않았다고 들었다. 그가 이 전염병의 희생자라고 주장되는 무덤을 파보니, 그들은 비어 있었다.
메린은 프랜시스 신부에게 이를 따지고, 프랜시스는 데라티 계곡의 역사를 그에게 밝힌다. 두 사제가 이끄는 대군이 1,500년 전에 악의 근원을 찾아 계곡으로 왔다. 계곡에 도착하자 악의 존재가 그들을 집어삼켰고 한 명이 다른 한 명을 죽였다. 유일하게 살아남은 사제가 돌아오자, 유스티니아누스 황제는 그 장소 위에 교회를 짓고 악의 힘을 그 안에 봉인하기 위해 묻도록 명령했다. 교회 건축가들은 바티칸 문서에 기록될 의도가 없었지만, 1893년에 모호한 언급이 기록되어 발견되었다. 그 후 네 명의 사제가 데라티에 와서 지역 부족의 도움을 받았다. 모든 부족민과 사제들이 사라졌다. 바티칸은 그 후 가짜 묘지를 짓고 전염병 이야기를 퍼뜨려 사람들이 계곡에 접근하지 못하도록 명령했다. 프랜시스는 데라티 계곡이 하늘의 전쟁 이후 루시퍼의 타락의 전통적인 장소라고 믿어진다고 밝힌다. 나중에 메린, 추마, 그랜빌 소령은 제프리스가 교회에 묶여 있고 그의 장기가 까마귀에 의해 쪼아 먹힌 것을 발견한다.
메린은 사라가 뵈시외의 아내이며 빙의된 사람이라는 것을 발견한다. 그녀는 메린이 교회 아래 터널에서 그녀에게서 악마를 쫓아내기 전에 프랜시스를 죽이고, 그녀는 죽는다. 메린과 조셉은 교회에서 나오며 (다시 모래에 묻혀 있다) 역사는 반복되었다. 메린 신부와 어린 소년만이 남았는데, 영국군과 지역 부족들은 이상한 사건에 대해 서로를 비난하며 서로를 전멸시켰기 때문이다. 얼마 후 메린은 다시 사제가 되어 로마로 돌아와 카페에서 세멜리에를 만나 유물을 찾을 수 없었다고 설명한다. 세멜리에는 "하지만 뭔가 찾았죠... 안 그래요?"라고 답한다.

## 출연

### 주연
- 스텔란 스카르스고르드
- 이자벨라 스코럽코
- 제임스 다시
- 레미 스위니
- 줄리안 워드험

### 조연
- 앤드류 프렌치
- 랠프 브라운
- 벤 크로스
- 데이빗 브래들리
- 앨런 포드
- 안토니 카메링
- 에디 오세이

## 기타
- 원작자: 윌리엄 피터 블래티
- 공동제작: 웨인 모리스
- 미술: 스테파노 마리아 오톨라니
- 의상: 루크 라이클
- 배역: 팜 딕슨